# Kloster Snagov

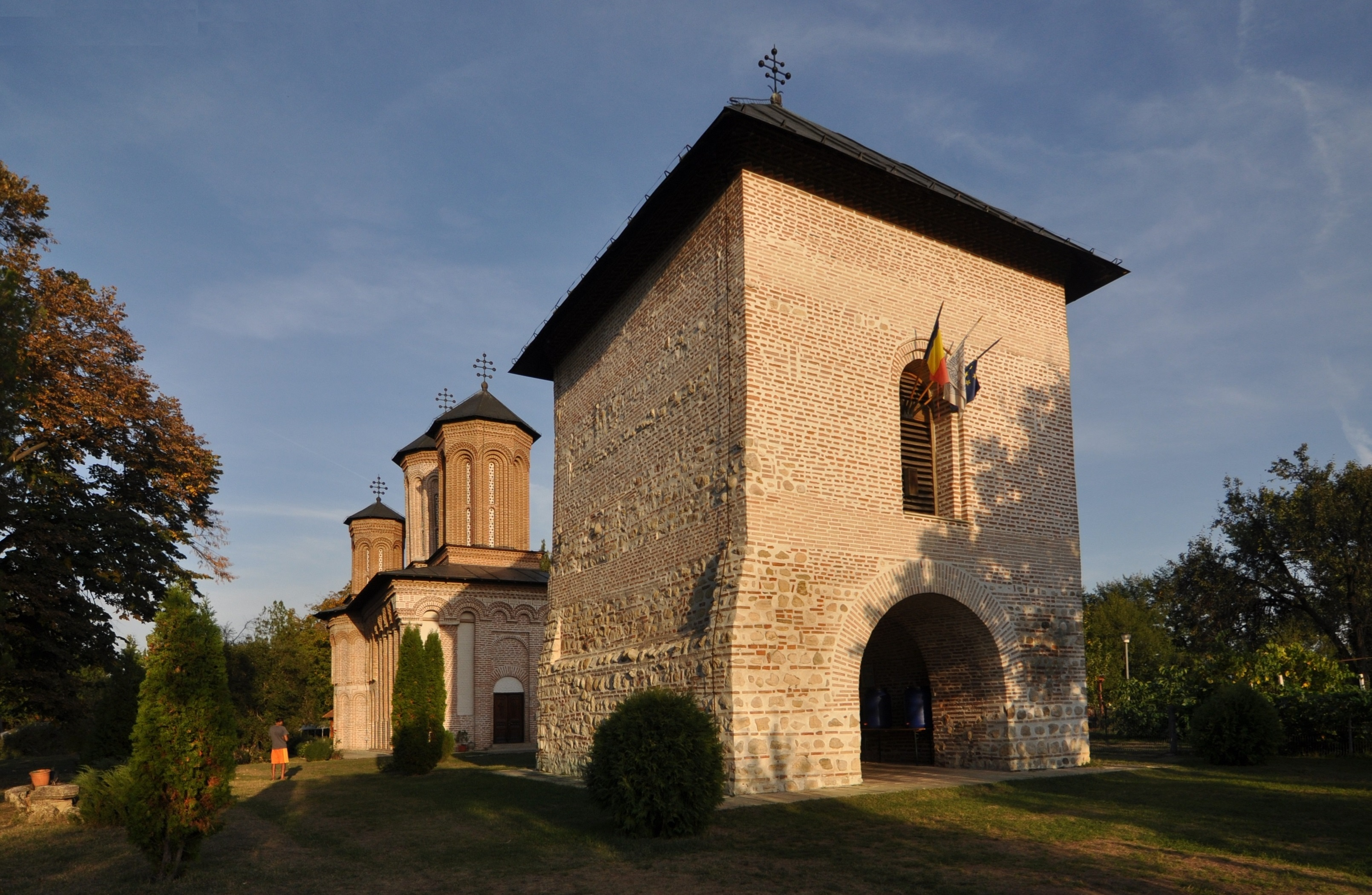
Kloster Snagov

Das Kloster Snagov (rumänisch Mănăstirea Snagov) ist ein mittelalterliches Kloster und ein bedeutendes historisches Denkmal, das sich im südrumänischen Kreis Ilfov, ca. 40 km nördlich von Bukarest, auf einer Insel im nördlichen Teil des Snagov-Sees befindet. Das Klostergelände gehört verwaltungstechnisch zur Gemeinde Snagov, untersteht aber direkt der Erzdiözese Bukarest.

## Geschichte

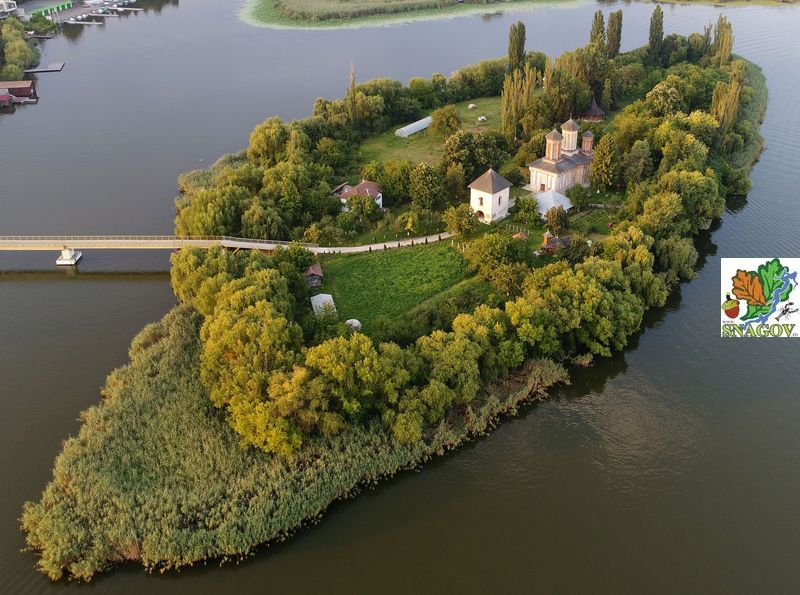
Klosterinsel

Snagov steht auf den Fundamenten einer alten thrakischen Siedlung. Die erste schriftliche Erwähnungen einer klösterlichen Infrastruktur stammen aus der zweiten Hälfte des 14. Jahrhunderts, während der Regierungszeit von Dan I. (1383–1386), und schließlich im Zuge der Gründung Snagovs 1408 unter Mircea dem Älteren (1386–1418). Archäologische Funde im Jahr 1933 bestätigten, dass es im 11. Jahrhundert eine erste Klostersiedlung aus Holz gab. Im Jahr 1453 errichtete Vladislav II. eine Kapelle, die jedoch laut Legenden um das Jahr 1600 im Snagov-See versunken sein soll. Um das Jahr 1456 wurde auf Anordnung von Vlad III. auf der Insel ein Gefängnis mit Verteidigungsmauern und einer Festlandbrücke gebaut. Außerdem gab es zu dieser Zeit unter der Insel einen Festlandtunnel. 1521 wurde die bis heute bestehende Kirche von Neagoe Basarab erbaut, das ursprüngliche Gebäude war durch ein Erdbeben zerstört worden. Die Kirche wurde während der Herrschaft von Mircea Ciobanul umfassend renoviert. Die Wandmalereien stammen aus dem Jahr 1563 zur Regierungszeit von Petru Șchiopul; die Gemälde im Kirchenschiff und am Altar wurden 1815 von Gheorghe Zugravul angefertigt. Snagov diente mehrere Jahrhunderte als königliche Nekropole. Legenden zufolge soll hier die Grabstätte Vlads III. sein. Dank der 1643 errichteten Druckerei etablierte Matei Basarab Snagov zu einem Zentrum der Orthodoxie. Von 1694 bis 1705 war Anthim der Iberer, der spätere Metropolit der Walachei, Abt des Klosters. Anthim ließ in Snagov Kirchenbücher auf Rumänisch, Griechisch, Arabisch, Altkirchenslawisch und Georgisch drucken. Bis 1810 gab es auf der Insel ein Nonnenkloster, das schließlich aufgehoben wurde. Aufgrund seiner bemerkenswerten strategischen Lage diente das Kloster oft als Zufluchtsort und Verbannungsort. So wurden beispielsweise nach der Niederschlagung der Rumänischen Revolution von 1848 Anführer der Revolution auf der Insel inhaftiert. Eine aus Eichenholz gebaute Brücke, die die Insel mit dem Festland verband, wurde während einer Revolution im Jahr 1821 niedergebrannt und 2009 durch einen modernen Fußgängersteg ersetzt.

## Anlage
Gegenwärtig sind nur noch die Kirche, der Glockenturm und ein Springbrunnen erhalten. Die anderen Gebäude der Klosteranlage sind entweder neu gebaut oder Ruinen. Die Kirche ist im byzantinischen Stil mit rumänischen Elementen mit vier polygonalen Türmen erbaut. Die Kirche hat einen Balkon, ein Kirchenschiff und einen Altar. Der Balkon wurde von 16 Säulen mit verschiedenen geometrischen Formen gestützt, die mit sichtbaren Ziegeln verziert sind. Sie sind an der Außenseite des Pronaos zu sehen. Der große Glockenturm ist aus Flussstein und Ziegeln gebaut.

## Galerie

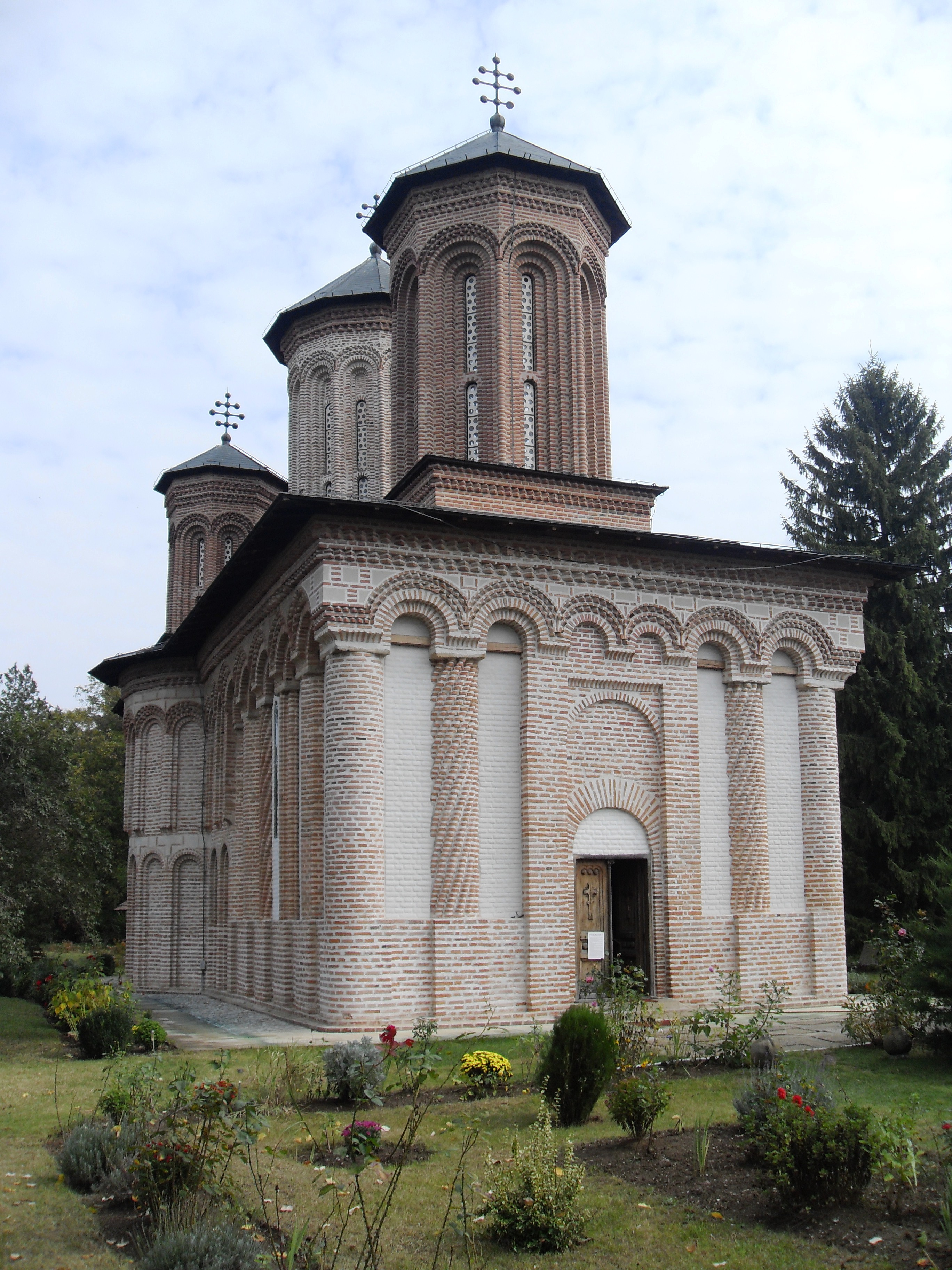
Kirche
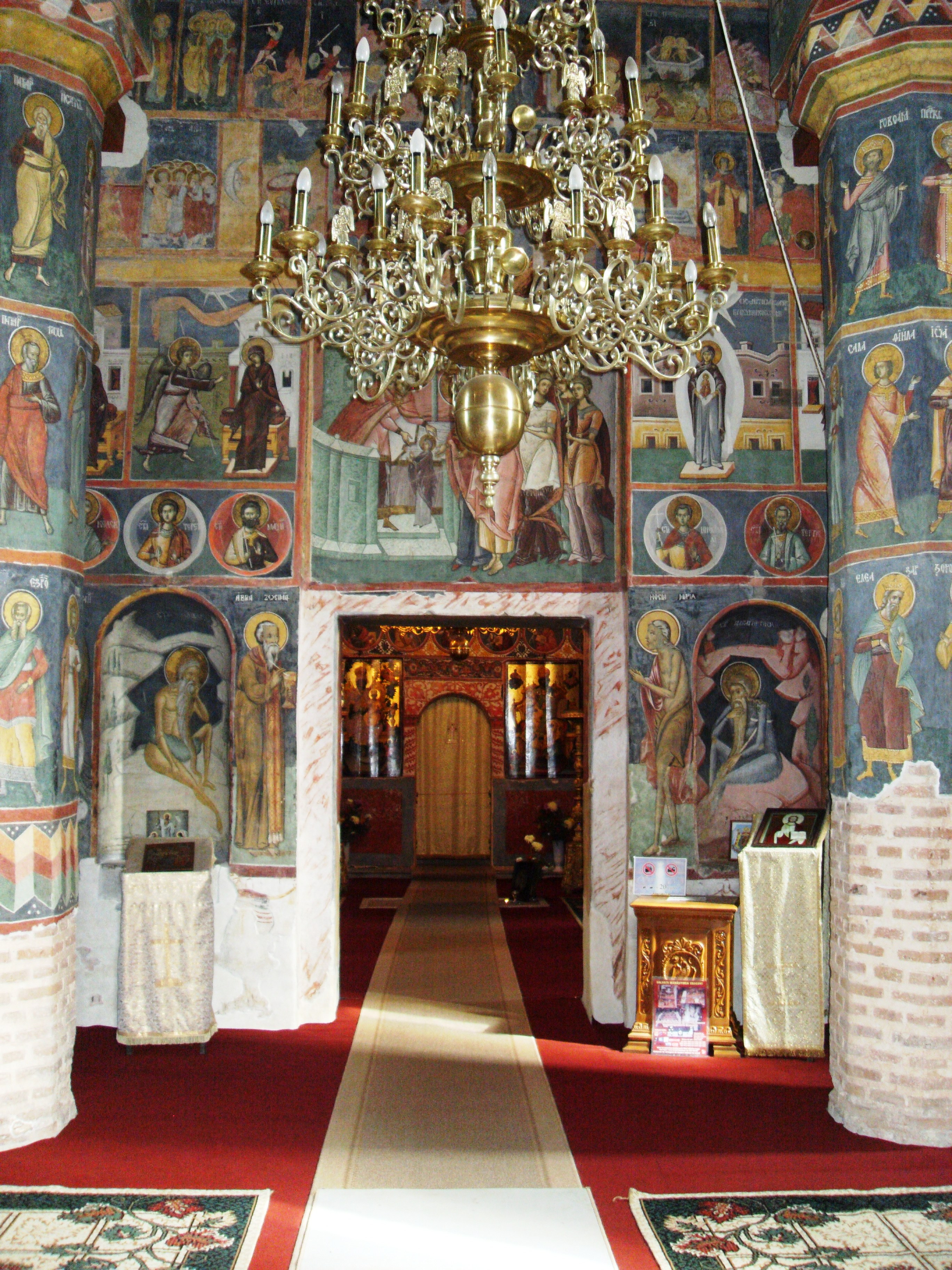
Altarraum
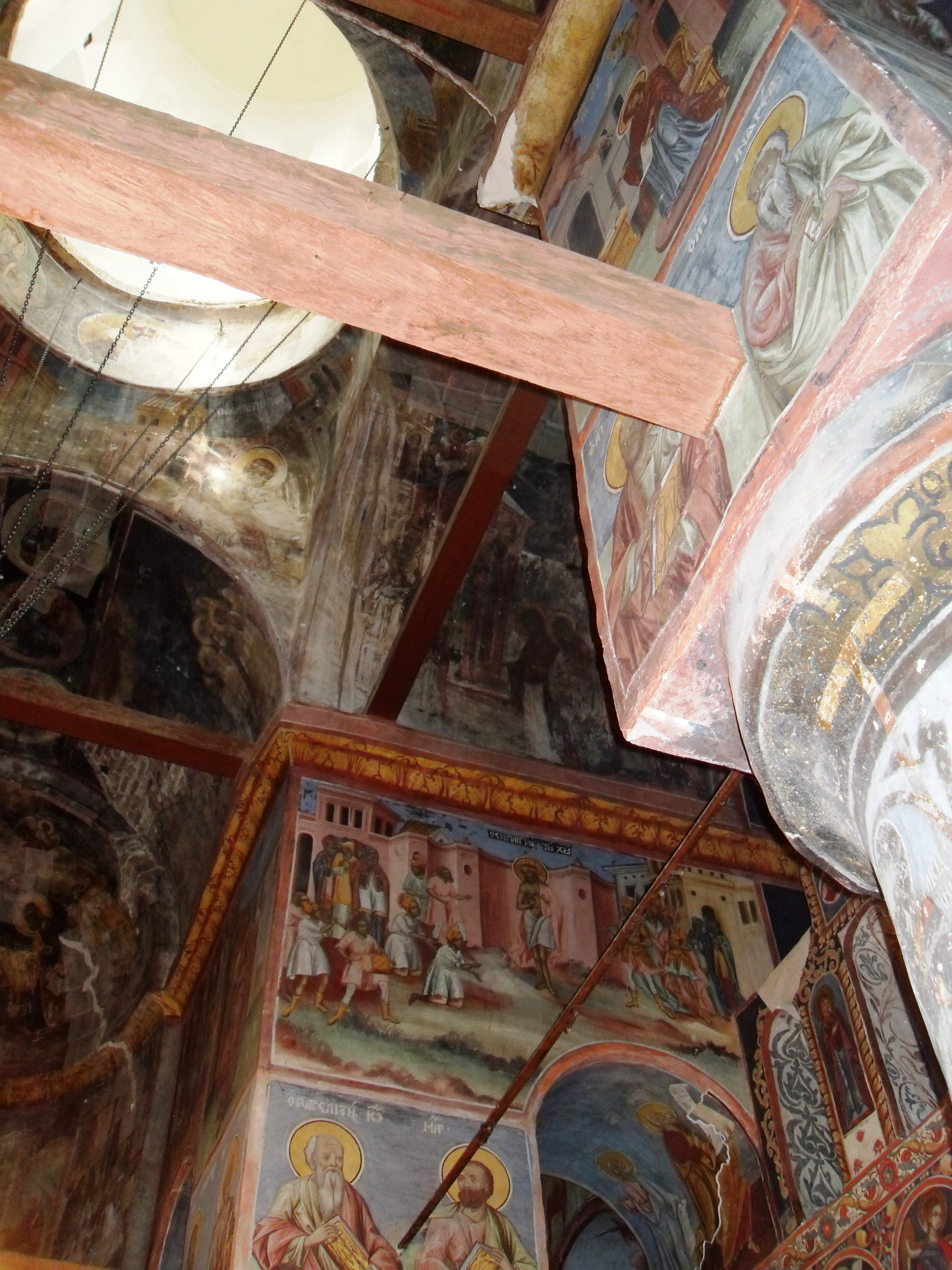
Decke